# Jacqueline d’Escoman
Jacqueline d’Escoman (geboren in Orphin um 1585 als Jacqueline le Voyer; gestorben nach 1618) war eine französische Gesellschaftsdame, die Verschwörungen gegen den französischen König Heinrich IV. entdeckt haben will, seine Ermordung aber nicht verhindern konnte. Aufgrund ihrer Anschuldigungen verurteilt, gilt sie als Autorin eines Traktates über dieses Komplott, das sie in Gefangenschaft schrieb.

## Leben
Jacqueline le Voyer wurde in eine Familie des niederen französischen Adels geboren. Sie heiratete Isaac de La Varenne, Herrn von Escoman, einen königlichen Gardesoldaten, der sie zur Prostitution gezwungen haben soll. Sie versuchte, in den Dienst der geschiedenen Königin Margot zu treten, die allerdings keine Dirnen in ihren Diensten duldete.
Durch Vermittlung von deren Halbschwester Charlotte Catherine d’Entragues trat Jacqueline d’Escoman stattdessen 1606 in den Dienst von Catherine Henriette de Balzac d’Entragues, Markgräfin von Verneuil und Mätresse des Königs. In deren Hofstaat stieg Escoman rasch zur Vertrauensperson auf und erfuhr so von Intrigen am Königshof. Dazu gehörte (laut ihren eigenen Berichten) auch, dass sie bei einem Treffen der Markgräfin von Verneuil mit dem Herzog von Épernon kurz vor Weihnachten 1606 von deren langfristiger Planung erfahren haben will, unter spanischer Beihilfe den König zu ermorden und danach zu heiraten, während der 1601 geborene uneheliche Sohn von Verneuil auf dem Thron platziert werden sollte. Ein ähnliches Komplott der Verneuil war bereits 1604 aufgedeckt worden; die Mätresse war allerdings begnadigt worden. Escoman deckte die Pläne gegenüber Marie de Gournay auf, die sie an den Herzog von Sully weitervermittelte. Sully wagte es allerdings nicht, die Gerüchte dem König vorzutragen – so Escoman 1616.
Übergewechselt in die Dienste von Maria de’ Medicis Vertrauter, Mademoiselle du Tillet, wurde Escoman erneut auf Attentatspläne gegen den König aufmerksam. 1609 will sie vergeblich versucht haben, das Königspaar zu warnen. Da ihr, nun vermutlich bereits von ihrem Ehemann getrennt, die Mittel ausgingen, um die Amme ihres kleinen Kindes zu bezahlen, setzte sie es am Pont Neuf aus, wurde aber in flagranti gefasst und für die Tat zum Tode verurteilt. Nach Fürsprachen und einem Berufungsprozess wurde die Strafe abgemildert und sie in ein Kloster eingeschlossen. Erst als ihr Mann die Kosten der Gefangenschaft nicht mehr deckte, kam Escoman im Januar 1611 frei.
Im Mai 1610 wurde Heinrich IV. von François Ravaillac ermordet. Nach ihrer Freilassung aus dem Kloster eilte Escoman zu Königin Margot und brachte dort Anschuldigungen gegen verschiedene Verschwörer vor, die auch Drahtzieher ihrer eigenen Inhaftierung gewesen seien. Darunter befanden sich erneut Verneuil und Épernon, die vor Escomans Festnahme zusammen mit Du Tillet und Ravaillac gegen Heinrich IV konspiriert haben sollten. Königin Margot wies Escoman zunächst ab und unterrichtete Königin Maria de’ Medici über die Vorwürfe. So erfuhr auch Épernon von den Anschuldigungen gegen ihn, der seinerseits Escoman konfrontierte und sie der Verleumdung bezichtigte.
Im folgenden Prozess unter Leitung des Gerichtspräsidenten Pierre Jeannin befürwortete Generalstaatsanwalt La Guesle die Verbrennung der Verleumderin; während Oberstaatsanwalt Sernin die Festsetzung Épernons forderte. Während des Prozesses wurde Escoman mindestens einer schweren Lüge überführt: So will sie zwischen 1607 und 1609 mehrere Besuche des Attentäters Ravaillac bei ihrer Herrin, Du Tillet, bemerkt haben. Der Bericht zu den älteren Verschwörungsplänen von Verneuil und Épernon 1606 schien Jeannin zwar zu überzeugen, die Beweislage wurde aber als zu dünn betrachtet. Jeannin wurde aufgrund politischen Drucks als Präsident abgelöst, und Escoman wurde im Juli 1611 angesichts eines Patts zwischen den verbliebenen Richtern zu einer lebenslänglichen Freiheitsstrafe wegen Verleumdung und Majestätsbeleidigung verurteilt.
Nunmehr in der Conciergerie gefangen, soll Jacqueline d’Escoman dann ihr Wahrheitsgetreues Manifest über den Tod Heinrichs des Großen verfasst haben, das 1616 erschien. Die Publikation diente zur Schwächung des Einflusses von Königin Maria, die zwar über die Attentatspläne unterrichtet gewesen sein, danach aber die Verantwortlichen geschützt haben soll. Eine direkte Anstiftung durch die Königin wurde jedoch verneint. Noch vor der Ermordung des Vertrauten der Königin, Concino Concini, im Jahr 1617 soll Richelieu Escoman persönlich aufgesucht haben, um ihren Bericht zu hören.
Wann Escoman starb, ist nicht bekannt. Ihre letzte Erwähnung findet sich im März 1618 im Zusammenhang mit dem Abbruch weiterer Untersuchungen zum Tod Heinrichs IV. nach einem Brand im Justizpalast von Paris.

## Nachwirkungen
Die Berichte Escomans wurden in der Geschichtsschreibung unterschiedlich bewertet, auch weil die Urheberschaft ihres Manifestes nicht einwandfrei gesichert ist. Gédéon Tallemant (17. Jahrhundert) nahm sie vor ihrem skandalösen Hintergrund nicht ernst und betrachtete sie als „kleine, sich wichtigmachende Dienerin“. Jules Michelet (19. Jahrhundert) stützte sich unter anderem auch auf ihre Berichte und zeichnete das Bild einer spanischen Verschwörerpartei aufseiten von Maria de’ Medici. Jean-Christian Petitfils (21. Jahrhundert) bewertete Escoman anhand der Gerichtsunterlagen von 1611 als eine fabulierende Bittstellerin.